# José Santiago de Bonilla y Laya-Bolívar
José Santiago de Bonilla y Laya-Bolívar (Cartago, Costa Rica, 28 de julio de 1756 - San José, Costa Rica, 2 de marzo de 1824) fue un político y empresario costarricense, presidente de la Junta Superior Gubernativa de Costa Rica de abril a julio de 1822.

## Datos personales
Nació en Cartago, Costa Rica, el 28 de julio de 1756. Fue hijo del sargento mayor Andrés de Bonilla y Sáenz, nieto del gobernador español Juan Francisco Sáenz Vázquez de Quintanilla y Sendín de Sotomayor, y Gertrudis de Laya-Bolívar y Miranda. Hermanos suyos fueron: 1)  María del Rosario (11.10.1748), casada con don Tomas de Alvarado; 2) José Antonio (2.12.1752), sacerdote católico; 3) María Josefa (18.8.1754), fallecida en la infancia; 4) Juana Josefa (10.3.1758), soltera; 5) Juana Francisca (20.6.1759), fallecida en la infancia; 6) Juan José (19.4.1762), fallecido en la infancia; 7) José Miguel Jerónimo (30.9.1765), sacerdote católico; 7 y 8)  Juana de la Cruz y María de la Cruz (26.9.1766), una fallecida en la infancia y la otra soltera; 8 y 9). Francisco Santiago y Francisca Jacoba (5.3. 1767), gemelos, fallecidos en la infancia, y 11, Justa, casada el 27 de enero de 1792 con don Isidro de Oreamuno y Alvarado y madre de Francisco María Oreamuno Bonilla, jefe de Estado de 1844 a 1846.
Casó en Cartago el 30 de junio de 1784 con María Josefa de Oreamuno y Alvarado (1767-1847), hija del coronel José Romualdo de Oreamuno e Ibarra y Antonia Manuela de Alvarado y López Conejo, y nieta paterna del teniente de gobernador don José Antonio de Oreamuno y Vázquez Meléndez.
En el matrimonio Bonilla-Oreamuno nacieron seis hijos:  
1) Joaquín Hermenegildo de Jesús, bautizado en Cartago el 3 de abril de 1786. Fallecido en la infancia.  
2) Josefa Susana, bautizada en Cartago el 11 de agosto de 1788. Soltera. Testó en Cartago el 22 de agosto de 1848; aún vivía en 1865;  
3) Juana Francisca, bautizada en Cartago el 2 de julio de 1790 y fallecida al poco tiempo;  
4) Joaquín, nacido en 1791. Emancipado por su padre el 2 de diciembre de 1816. Procurador síndico de Cartago en 1832. Padre de Francisco de Paula y Josefa Práxedes Bonilla.  
5) María Jacoba de Dolores, bautizada en Cartago el 23 de mayo de 1792. Soltera. Testó en Cartago el 12 de julio de 1834; aún vivía en 1870, y 
6) María de Jesús, bautizada en Cartago el 6 de agosto de 1800. Fallecida en Alajuela el 21 de noviembre de 1823, soltera.

## Actividades privadas
Se dedicó a actividades comerciales y agropecuarias y fue dueño junto con su esposa de la importante hacienda ganadera Mateo, en las vecindades de la población de Bagaces.

## Primeros cargos públicos
En las milicias de Costa Rica alcanzó el grado de capitán.
El 8 de agosto de 1820, debido al restablecimiento de la Constitución de Cádiz, fue elegido como regidor del Ayuntamiento de la ciudad de Cartago.
El 3 de junio de 1821 fue elegido como alcalde primero de Cartago, en reemplazo de don Ramón Jiménez y Robredo, que había renunciado.
En la sesión municipal del 16 de julio de 1821 el jefe político subalterno Juan Manuel de Cañas Trujillo, anunció que se separaría de su cargo y lo depositaría el 16 de julio en Bonilla y Laya Bolívar, en su condición de alcalde primero, pero Bonilla y Laya Bolívar se negó a asumirlo, por no estar aprobada esa decisión por el jefe político superior don Miguel González Saravia y Colarte y la Diputación Provincial de Nicaragua y Costa Rica. El Ayuntamiento de Cartago decidió que no tenía competencia para resolver el asunto, y Cañas Trujillo continuó en el ejercicio del gobierno.
Fue uno de los firmantes del Acta de Independencia de Costa Rica, suscrita en Cartago el 29 de octubre de 1821.
Fue miembro de la Junta de Electores que gobernó del 6 al 13 de enero de 1822, presidida por don Rafael Barroeta y Castilla.

## Presidente de la Junta Gubernativa
Fue vocal de la Junta Superior Gubernativa de Costa Rica del 13 de enero de 1822 al 1° de enero de 1823, y la presidió del 13 de abril a 15 de julio de 1822.

## Cargos posteriores
Fue vocal de la Junta Superior Gubernativa presidida por don José Santos Lombardo y Alvarado, que gobernó del 1 de enero al 20 de marzo de 1823. En febrero de 1823 tuvo a su cargo interinamente la comandancia militar de la ciudad de Cartago.
Fue miembro del Congreso Provincial Constituyente de 1823.
En mayo de 1823 fue elegido como vocal de la Junta Superior Gubernativa que funcionó de 1823 a 1824, cargo en cuyo ejercicio falleció el 2 de marzo de 1824.